# Glynn Wolfe
Glynn Wolfe (* 25. Juli 1908; † 10. Juni 1997 in Redlands, Kalifornien, USA), auch bekannt als Scotty Wolfe, war ein US-amerikanischer Baptistenprediger, der in Blythe (Kalifornien) lebte. Wolfe ist vor allem dafür bekannt, die größte Anzahl monogamer Ehen geführt zu haben, nachdem er 29 Mal geheiratet hatte. Seine kürzeste Ehe dauerte 19 Tage, seine längste elf Jahre. Drei seiner Ehen waren mit Frauen, von denen er zuvor geschieden worden war. Nur fünf seiner Ehen endeten mit dem Tod eines Ehepartners; vier seiner Frauen starben während der Ehe, bevor seine letzte Frau Wolfe selbst überlebte.
Wolfes letzte Ehefrau war Linda Essex-Wolfe, die den Rekord für die meistverheiratete Frau hält (23 Mal). Die Hochzeit war ein Werbegag, und eine Woche nach der Hochzeit kehrte Essex-Wolfe in ihre Heimatstadt in Indiana zurück, behielt aber ihren Ehenamen.
Wolfe starb verarmt am 10. Juni 1997, 45 Tage vor seinem 89. Geburtstag, in Redlands, Kalifornien. Er hatte ungefähr 19 Kinder. Er wurde in Blythe begraben. Keine der 28 Frauen, die er legal heiratete, und nur eines seiner Kinder nahm an der Trauerfeier teil.